# Passione d'amore
Passione d'Amore (Fosca, Paixão de Amor em português do Brasil) é um longa-metragem italiano de 1981, dirigido por Ettore Scola e com a atuação de Bernard Giraudeau.